# Iets van een clown
Iets van een clown is het veertiende Nederlandstalige studioalbum van Herman van Veen, verschenen op LP in 1981. Deze plaat werd opgenomen in de Dali Press Studios. De productie werd in 1982 onderscheiden met een Edison. Een aantal liedjes was een jaar later nog te beluisteren tijdens een zes weken durende serie optredens van Van Veen in Theater Carré.
Van het album werd het lied Keerzij op single uitgebracht, maar dit nummer bereikte de hitparade niet.

## Nummers
| Nr. | Titel                                | Schrijver(s)                                                        | Duur |
| --- | ------------------------------------ | ------------------------------------------------------------------- | ---- |
| 1.  | Laten we maar zeggen dat het regende | Herman van Veen, Rob Chrispijn                                      | 2:57 |
| 2.  | Kraanvogels (Oi-geranoi)             | Traditioneel, Erik van der Wurff, Willem Wilmink                    | 5:03 |
| 3.  | Keerzij (The other side of me)       | Howard Greenfield, Neil Sedaka, Rob Chrispijn                       | 3:49 |
| 4.  | Man en macht                         | Erik van der Wurff, Harry Sacksioni, Herman van Veen, Rob Chrispijn | 4:01 |
| 5.  | Helemaal (La sonnambula)             | Vincenzo Bellini, Erik van der Wurff, Rob Chrispijn                 | 2:44 |

| 1.                 | Als het net even anders was gegaan  | Herman van Veen, Willem Wilmink                    | 5:54 |
| 2.                 | Eens op een dag (One of these days) | Paul McCartney, Rob Chrispijn                      | 3:25 |
| 3.                 | Limousine                           | Erik van der Wurff, Herman van Veen, Rob Chrispijn | 5:09 |
| 4.                 | Princip                             | Erik van der Wurff, Herman van Veen, Rob Chrispijn | 2:55 |
| 5.                 | Hart (Trommelaar)                   | Harry Sacksioni, Herman van Veen, Rob Chrispijn    | 4:11 |
| 6.                 | Een hele grote kus                  | Herman van Veen                                    | 2:07 |
| Totale duur: 45:28 |                                     |                                                    |      |

## Muzikanten
De credits op de oorspronkelijke langspeelplaat vermeldden:
- Chris Lookers - gitaar
- Harry Mooten - accordeon
- Joop de Man - bas
- Ernst van Tiel - percussie
- Herman van Veen - viool, zang
- Dick Vennik - saxofoon
- Erik van der Wurff - piano